# Harald Braun
Harald Braun (* 26. April 1901 in Berlin; † 24. September 1960 in Xanten) war ein deutscher Regisseur, Filmproduzent und Drehbuchautor.

## Leben
Der Sohn des Berliner Pfarrers Max Braun (* 1859; † 1925) studierte Germanistik, Philosophie und Kunstgeschichte in Freiburg und Berlin und promovierte zum Dr. phil. Er wurde Mitglied des Freiburger und Berliner Wingolf. Zunächst arbeitete er als Kaufmann. 1924 begann Harald Braun in Berlin seine Mitarbeit im Evangelischen Preßverband für Deutschland (EPD) in Berlin-Steglitz, Beymestraße 8. Sein Tätigkeitsfeld war der dort angegliederte Eckart Verlag, zu dessen Autoren Hermann Hesse, Gottfried Benn, Alfred Döblin, Albrecht Goes, Ernst Jünger, Kurt Ihlenfeld, Jochen Klepper und Franz Werfel gehörten. Von 1924 bis 1932 leitete er als verantwortlicher Redakteur die literarische Monatszeitschrift "Eckart – Blätter für evangelische Geisteskultur, Organ der Zentralstelle zur Förderung der Volks- und Jugendfürsorge, Herausgeber August Hinderer." Von 1933 bis 1936 arbeitete er als Hörspielredakteur und übernahm die Leitung der Abteilung "Kulturelles Wort" der Funk-Stunde Berlin.
Durch Carl Froelich kam er 1937 zur UFA und arbeitete zunächst als Autor und Regieassistent. 1942 führte er in Zwischen Himmel und Erde erstmals Regie. Er inszenierte recht verschiedenartige Filme, darunter den Revuefilm Hab’ mich lieb! mit Marika Rökk und die Schumann-Biografie Träumerei. Nach dem Ende des Zweiten Weltkriegs war Harald Braun ab 1946 Intendant der Heidelberger Kammerspiele. Danach kam er als Hörspielregisseur zu Radio München, wo er unter anderem Bertolt Brechts Das Verhör des Lukullus (1949) inszenierte.
1947 gründete er mit dem Drehbuchautor Jacob Geis seine eigene Filmgesellschaft, die Neue deutsche Filmgesellschaft (ndF). Gleichzeitig arbeitete er weiterhin als Regisseur und Drehbuchautor. Brauns bekannteste Filme aus der Nachkriegszeit sind Nachtwache, der die Bekehrung einer ungläubig gewordenen Ärztin zum Inhalt hat, Der fallende Stern (1950) und Herz der Welt (1952), ein Film über das Leben der Pazifistin Bertha von Suttner, für den er 1953 mit dem deutschen Filmpreis ausgezeichnet wurde. Auch Brauns weitere Filme, die mehrfach auf Literaturvorlagen zurückgriffen, kreisen häufig um ethisch-moralische Themen.
Braun war einige Zeit 2. Vorsitzender des Verbandes deutscher Filmregisseure und ab 1955 Mitglied der Berliner Akademie der Künste. Er war der Vater von Michael Braun, der später als Regisseur erfolgreicher Fernsehproduktionen bekannt wurde.
Harald Brauns Ruhestätte befand sich bis zu ihrer Auflösung auf dem Friedhof der oberbayerischen Gemeinde Gräfelfing, Landkreis München.

## Auszeichnungen
- 1949: Bambi für Nachtwache (künstlerisch wertvollster deutscher Film)
- 1950: Bambi für Nachtwache (geschäftlich erfolgreichster deutscher Film)
- 1952: David O. Selznick-Preis für Herz der Welt
- 1952: Silberne Grotius-Medaille für Verdienste um die Verbreitung des Völkerrechts für Herz der Welt
- 1952: Bambi für Herz der Welt (künstlerisch wertvollster deutscher Film)
- 1953: Bambi für Solange Du da bist (künstlerisch wertvollster deutscher Film)
- 1953: Deutscher Filmpreis: Wanderpreis (Film der für die europäische Idee wirbt) für Herz der Welt
- 1953: Goldener Leuchter für Nachts auf den Straßen
- 1956: Filmband in Gold für Himmel ohne Sterne

## Filmografie
- 1937: Die Umwege des schönen Karl (Co-Drehbuch)
- 1938: Heimat (Drehbuch und Regieassistenz)
- 1940: Das Herz der Königin (Co-Drehbuch und Regieassistenz)
- 1941: Der Weg ins Freie (Co-Drehbuch)
- 1942: Zwischen Himmel und Erde (Regie und Co-Drehbuch)
- 1942: Hab mich lieb! (Regie)
- 1944: Nora (Regie und Co-Drehbuch)
- 1944: Träumerei (Regie und Co-Drehbuch)
- 1945: Der stumme Gast (Regie und Co-Drehbuch)
- 1947: Zwischen gestern und morgen (Regie und Co-Drehbuch)
- 1948: Das verlorene Gesicht (Co-Drehbuch und Produktion)
- 1949: Heimliches Rendezvous (Produktion)
- 1949: Nachtwache (Regie, Co-Drehbuch, Co-Produktion)
- 1950: Der Mann, der zweimal leben wollte (Co-Drehbuch, Produktion)
- 1950: Der fallende Stern (Regie, Co-Drehbuch, Produktion)
- 1951: Fanfaren der Liebe (Produktion)
- 1951: Nachts auf den Straßen (Co-Produktion)
- 1952: Herz der Welt (Regie, Co-Drehbuch, Produktion)
- 1952: Vater braucht eine Frau (Regie, Produktion)
- 1952: Der Weibertausch (Produktion)
- 1953: Solange Du da bist (Regie, Produktion)
- 1953: Fanfaren der Ehe (Produktion)
- 1953: Muß man sich gleich scheiden lassen? (Produktion)
- 1953: Königliche Hoheit (Regie)
- 1954: Feuerwerk (Produktion)
- 1954: Der letzte Sommer (Regie, Co-Drehbuch, Produktion)
- 1954: Unsere kleine Stadt (TV-Regie, Drehbuch)
- 1955: Geliebte Feindin (Produktion)
- 1955: Griff nach den Sternen (Produktion)
- 1955: Himmel ohne Sterne (Produktion)
- 1955: Der letzte Mann (Regie, Produktion)
- 1955: Mädchen ohne Grenzen (Produktion)
- 1956: Regine (Regie, Produktion)
- 1956: Robinson soll nicht sterben (Produktion)
- 1957: Herrscher ohne Krone (Regie)
- 1957: Monpti (Produktion)
- 1957: Der gläserne Turm (Regie und Co-Drehbuch)
- 1957: Eurydice (TV-Regie, Drehbuch)
- 1958: Die Glasmenagerie (TV-Regie, Drehbuch)
- 1959: Kabale und Liebe (TV-Regie, Drehbuch)
- 1959: O Wildnis (TV-Regie, Drehbuch)
- 1959: Buddenbrooks (2 Teile; Co-Drehbuch)
- 1960: Die Botschafterin (Regie, Co-Drehbuch)
- 1960: Kirmes (Produktion)

## Bibliographie
- Liliencron und der Naturalismus. Berlin (Univ., Diss.) 1923
- Zeitdichtung, in: Carl Schweitzer (Hg.): Das religiöse Deutschland der Gegenwart 2: Der christliche Kreis. Berlin 1929, 400–421
- Dichterglaube. Stimmen religiösen Erlebens, hrsg. von Harald Braun. Berlin-Steglitz (Eckart-Verlag) 1931, 2. Aufl. 1932
- Nachtwache. Erzählung. Ebenhausen b. München (Langewiesche-Brandt) 1950
- Herz der Welt. Berlin (Evangel. Verlagsanstalt) 1954